# Prína (Lassíthi)
Prína, en grec moderne : Πρίνα, est un village du dème d'Ágios Nikólaos, dans le district régional de Lassíthi de la Crète, en Grèce. Selon le recensement de 2011, la population de Prína compte 159 habitants. 
Il est situé à 16 km du golfe Mirambélou.

## Source de la traduction
- (el) Cet article est partiellement ou en totalité issu de l’article de Wikipédia en grec moderne intitulé « Πρίνα Λασιθίου » (voir la liste des auteurs).